# عصب مستقل
عصب مستقل أو عصب تلقائي (بالإنجليزية: Autonomic nerve)‏ هو عصب صغير يحمل الألياف العصبية الودية واللاودية التالية للعقدة من العصب الوجني الصدغي (فرع من العصب الفكي العلوي) إلى العصب الدمعي (فرع من العصب العيني).